# 小行星1175
小行星1175（1175 Margo）是一颗围绕太阳公转的小行星。1930年10月17日，卡爾·威廉·萊茵姆特在海德堡发现了此天体。
这颗小行星的绝对星等为103.78176等。